# Beinn Tulaichean
Beinn Tulaichean är ett berg i Storbritannien.   Det ligger i kommunen Stirling och riksdelen Skottland, i den nordvästra delen av landet, 600 km nordväst om huvudstaden London. Toppen på Beinn Tulaichean är 946 meter över havet, eller 124 meter över den omgivande terrängen. Bredden vid basen är 1,2 km.
Terrängen runt Beinn Tulaichean är huvudsakligen kuperad.Runt Beinn Tulaichean är det glesbefolkat, med 9 invånare per kvadratkilometer. Närmaste större samhälle är Tarbet, 18,4 km sydväst om Beinn Tulaichean. Trakten runt Beinn Tulaichean består i huvudsak av gräsmarker.